# Monascostroma bacilliferum
Monascostroma bacilliferum är en svampart som tillhör divisionen sporsäcksvampar, och som först beskrevs av Petter Adolf Karsten, och fick sitt nu gällande namn av Ove Erik Eriksson. Monascostroma bacilliferum ingår i släktet Monascostroma, och familjen Pleosporaceae. Arten är reproducerande i Sverige.